# Gigia Bandera

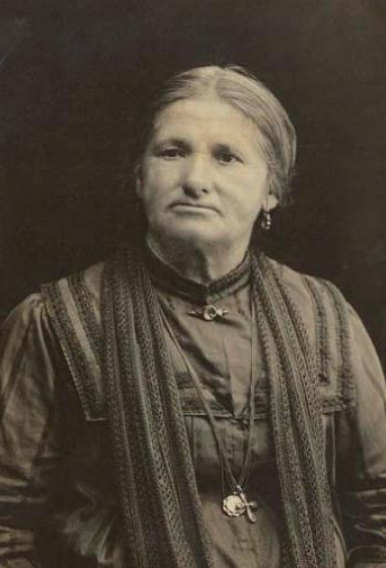
Gigia Bandera

Luigia Carolina Zanrosso Eberle, mais conhecida pelo seu apelido Gigia Bandera (Schio, 2 de junho de 1854 — Caxias do Sul, 8 de março de 1918), foi uma imigrante italiana que se fixou em Caxias do Sul, no Brasil, onde foi a primeira mulher a trabalhar na funilaria como empresária, sendo uma das pioneiras da metalurgia na cidade e tornando-se um símbolo de empreendedorismo feminino. Foi mãe do empresário Abramo Eberle.
Luigia Zanrosso nasceu na localidade de Monte Magré, em Schio, onde casou-se em 1878 com Giuseppe Eberle. Em 1884 a família se transferiu para Caxias do Sul. Traziam quatro filhos pequenos, Eugenio, Abramo, Maria Gioseppina e Maria Luigia, e Luiz, Rosina, Pedro, Amábile, Catarina e Maria nasceriam no Brasil.  Em 1886 Giuseppe adquiriu uma funilaria e uma casa comercial de Francisco Rossi, no centro da zona urbana, mas como ele também trabalhava como barbeiro e agricultor, passou a administração dos negócios para a esposa. Luigia aprendeu o ofício e, segundo Charles Tonet, "percebendo a necessidade de produção de objetos de utilidades domésticas e ferramentaria agrícola, diante da constante entrada de grandes levas de imigrantes, vislumbra um crescente mercado consumidor". Revelou-se uma exímia funileira, produzindo uma série de artigos que tiveram grande procura, como lamparinas, baldes, canecas e outros objetos utilitários, máquinas agrícolas e alambiques para produção de graspa. Ainda segundo Tonet, "a funilaria prosperava atendendo à crescente demanda por artigos de utilidade doméstica, na medida em que o crescimento populacional era exponencial, e também por situar-se num excelente ponto comercial". Formando um significativo mercado, expandiu suas atividades instalando na casa comercial uma vidraçaria, aproveitando o crescimento do setor de construção em um momento em que a sede urbana se expandia rapidamente. Seu filho Abramo foi seu aprendiz e auxiliar, e em 1896 assumiu a direção do negócio, que ele transformaria em uma grande metalúrgica. A casa onde funcionou a funilaria foi preservada pelo filho, que mais tarde a transportou para o topo da sede principal da metalúrgica.
Faleceu em Caxias em 8 de março de 1918, sendo louvada em seus obituários como "respeitável" e "virtuosa matrona", "muito estimada por seus predicados de coração e seu gênio afável e comunicativo". Seu sepultamento foi muito acompanhado. Com a crescente projeção de Abramo e seus sucessores à testa da indústria, a memória de Luigia foi bastante apagada, mas nas décadas recentes vem sendo recuperada, sendo ressaltada sua condição de mulher dinâmica em uma época em que elas eram destinadas ao lar e à sujeição aos maridos. O historiador Mário Gardelin assinalou seu papel fundamental no desenvolvimento da carreira do filho Abramo. No 75º aniversário da metalúrgica foi comemorada na imprensa como a matriarca de uma dinastia de industriais e como a alma de uma empresa poderosa da qual "tanto se ufana a cidade e como ela o Rio Grande do Sul e o Brasil". Em 1987 o Sindicato das Indústrias Metalúrgicas, Mecânica e de Material Elétrico instituiu o Troféu Mérito Metalúrgico Gigia Bandera, a maior comenda do setor na região, considerando que sua carreira "se confunde com a própria epopeia da industrialização de Caxias do Sul, especialmente do segmento metalúrgico da região. Luiza funileira não apenas exerceu o ofício, mas revelou intuição de empresária ao detectar um nicho de mercado em potencial no início do século. Ela vislumbrou o futuro na fabricação de utensílios voltados à vitivinicultura e à atividade do homem do campo. Assim nasceu uma das maiores empresas da história de Caxias do Sul: a Metalúrgica Abramo Eberle. Gigia Bandera é a síntese do mérito metalúrgico que o SIMECS confere, todo ano, a personalidades que, com sua visão estratégica, representação institucional, empresarial e de defesa da livre iniciativa, conseguem projetar suas empresas e o setor". Em 1997 foi erguido na praça central de Caxias um monumento em sua memória e em homenagem às mulheres trabalhadoras da cidade. Em matéria publicada na ocasião, a historiadora Maria Abel Machado disse que "como as mulheres de seu tempo, Gigia Bandera foi destinada ao silêncio. No entanto, hoje, a história busca resgatar seu espaço junto aos pioneiros da região". Segundo Maria Clara Mocellin, Luigia veio a ser considerada "um dos maiores símbolos de pioneirismo da indústria metalúrgica de Caxias do Sul". Foi destacada no livro História das mulheres no Brasil (2004) de Mary Del Priore como a fundadora da Metalúrgica Eberle, em 2011 a Associação das Pequenas e Médias Empresas de Vicenza, Itália, criou um troféu de mérito metalúrgico batizado com seu nome, "como uma homenagem à excepcional história empreendedora de Gigia Bandera", e em 2013 a comuna de Schio enfocou sua trajetória como mulher empreendedora em seu boletim Quaderni di Schio.